# Ranunculus sojakii
Ranunculus sojakii är en ranunkelväxtart som beskrevs av Iranshahr och Rech. f.. Ranunculus sojakii ingår i släktet ranunkler, och familjen ranunkelväxter. Inga underarter finns listade i Catalogue of Life.